# Valeč (zámek, okres Třebíč)
Zámek Valeč stojí na okraji obce Valeč, v okrese Třebíč, nedaleko Dalešic. Od roku 1968 je chráněn jako kulturní památka. V současné době je využíván jako hotel, prostor k pronájmu kongresových prostorů, pořádání svateb a kulturních akcí.

## Historie
Na začátku 15. století byla na místě dnešního zámku, nedaleko starší tvrze (dnes zaniklé – na jejím místě stojí fara), vystavěna tvrz nová. Ta je poprvé uváděna roku 1406, kdy ji markrabě Jošt spolu se vsí propustil z manství a jako majitel je zmiňován Jan Hovorka z Hartvíkovic. Následně se Valeč spolu s Krahulovem, Zárubicemi a Radonínem dostala do vlastnictví Mikuláše z Mochova. Ten ji roku 1437 prodal Ješkovi, Mikuláši a Vaňkovi z Náramče.
V roce 1480 od Zikmunda a Václava Rájeckých z Mírova získal tvrz Jan z Kunštátu. V roce 1520 se dostala do majetku Viléma II. z Pernštejna, ovšem už v roce 1529 mění majitele znovu, když ji Jan IV. z Pernštejna prodal Smilovi Osovskému z Doubravice. Právě Smil Osovský nechal roku 1534 tvrz přestavět na renesanční zámek. V roce 1567 připadl zámek Bartoloměji Vaneckému z Jemničky a na začátku 17. století páni z Náchoda, kteří jej v roce 1712 přestavěli v duchu baroka.
V 1. patře zámku je původní ostění dveří s uvedením letopočtu 1534 a dvěma erby. Zavinutá střela je znak pánů Osovských z Doubravice, zkřížené ostrví je znak pánů Bítovských z Lichtenburka.
Od 60. let 17. století do roku 1945 docházelo k rychlému střídání majitelů. Mezi nimi byli od roku 1785 i Hessové, kteří sídlili na nedalekém dalešickém zámku a valečský zámek využívali úředníci a zaměstnanci lihovaru. Po roce 1945 sloužil zemědělskému družstvu jako sklad zeleniny a stáje. V letech 1973–1989 proběhla rekonstrukce zámku, která nebyla dokončena. Na konci roku 2008 se novým majitelem stal Bronislav Vala, který provedl generální rekonstrukci a udělal ze zámku luxusní wellness hotel.
Dne 16. srpna 2012 zde v rámci Mezinárodního hudebního festivalu Petera Dvorského vystoupila Rožmberská kapela s koncertem Hudba na panovnických dvorech.
V červnu 2014 se na zámku konalo představení „Dívčí válka“. V srpnu 2014 proběhl na nádvoří zámku akustický koncert Anety Langerové a v Historickém sálu zámku proběhl „Večer českých písní“ s mezzosopranistkou Janou Wallingerovou a klavíristou Martinem Hrochem v rámci Mezinárodního hudebního festivalu Petra Dvorského.
V roce 2015 rekonstrukce zámku získala ocenění Prestižní stavba kraje Vysočina. V roce 2019 byla na zámku otevřena stálá expozice 97 obrazů Oldřicha Eichlera (1941–2014) a v roce 2024 expozice psacích strojů ze sbírky Eduarda Hoška.

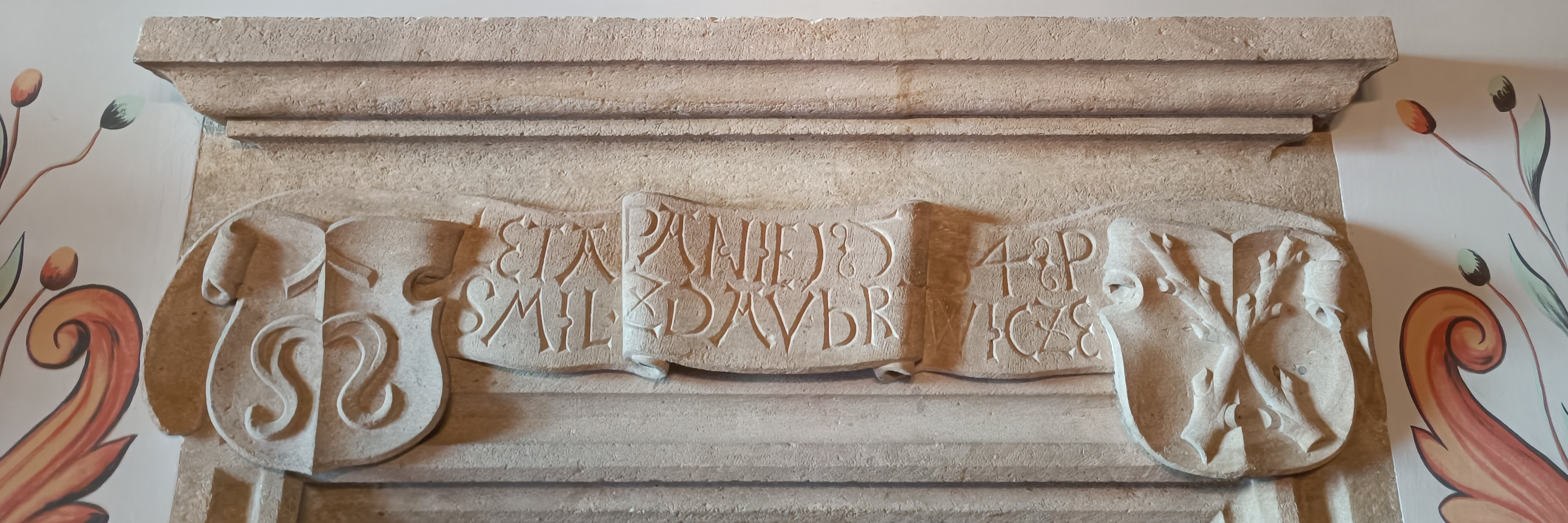
Původní zachovalé ostění dveří s uvedením letopočtu 1534.
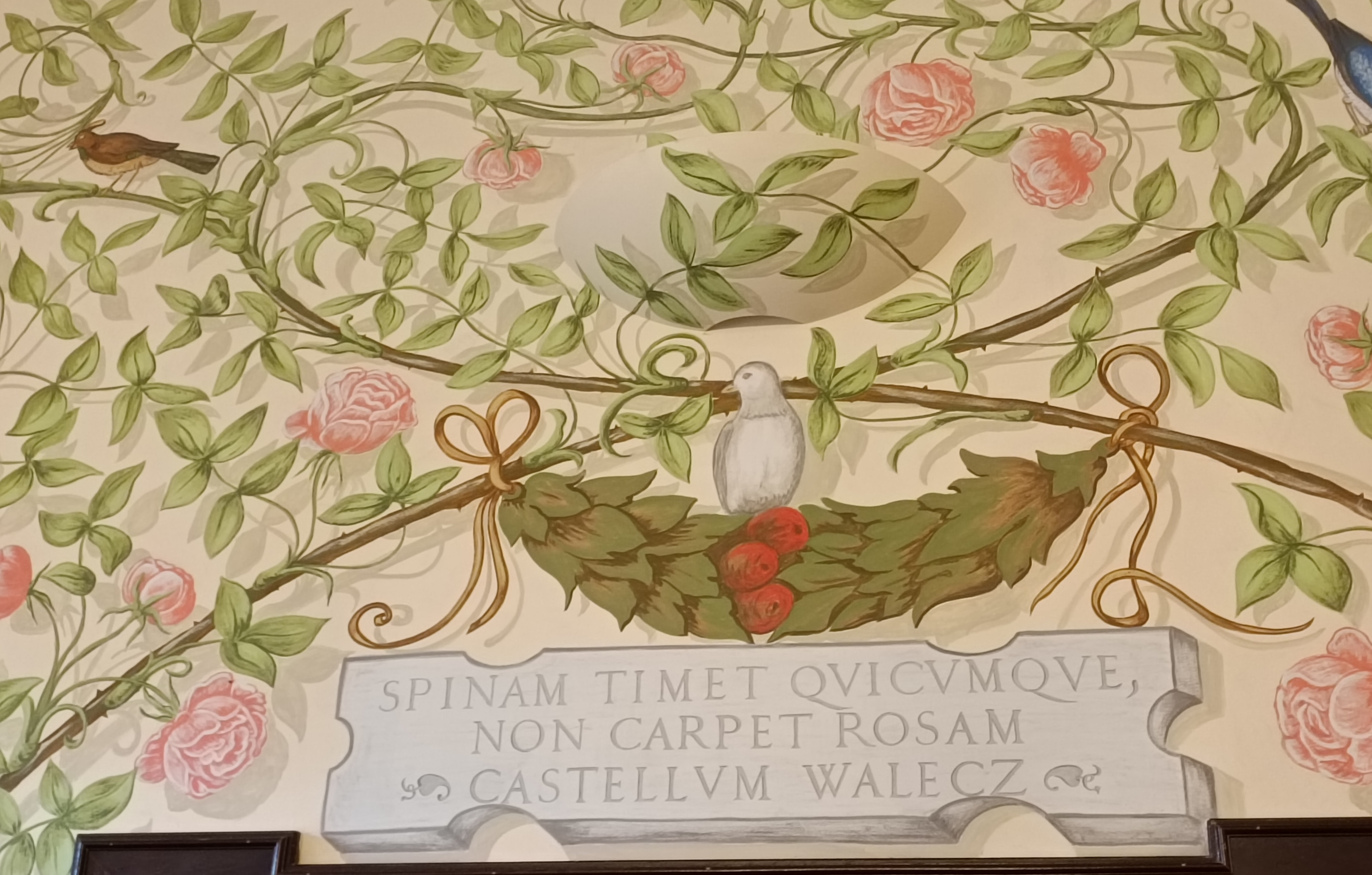
Spinam timet quicumque, non carpet rosam. Kdo se bojí trnů, neutrhne si růži.
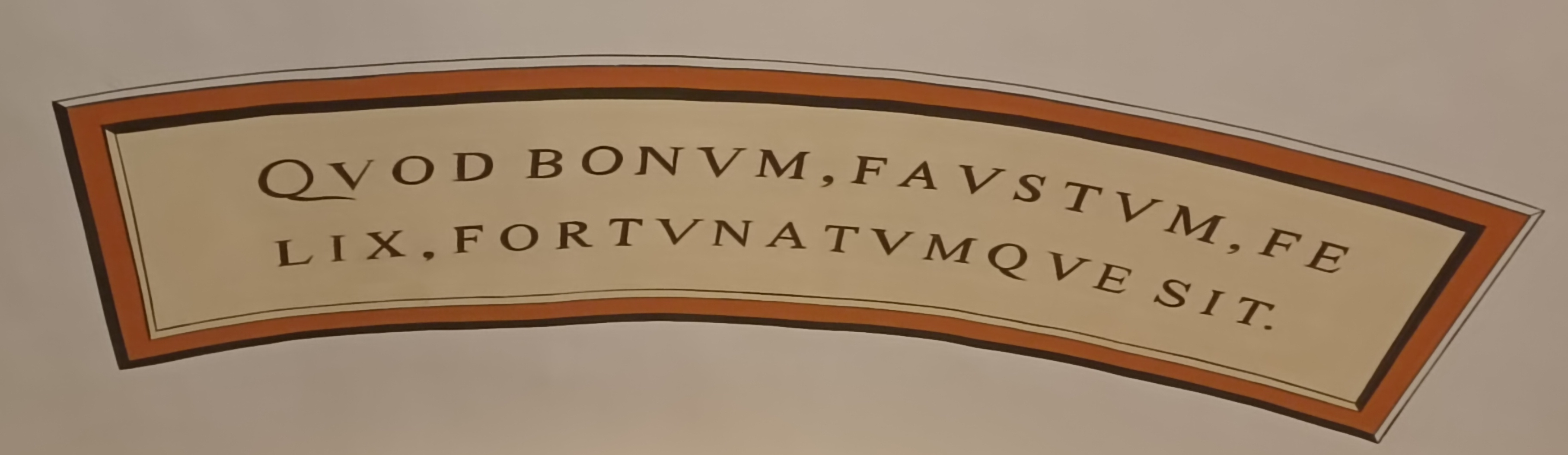
Quod bonum, felix, faustum, fortunatumque sit. Kéž je to k dobru, zdaru, štěstí a požehnání.
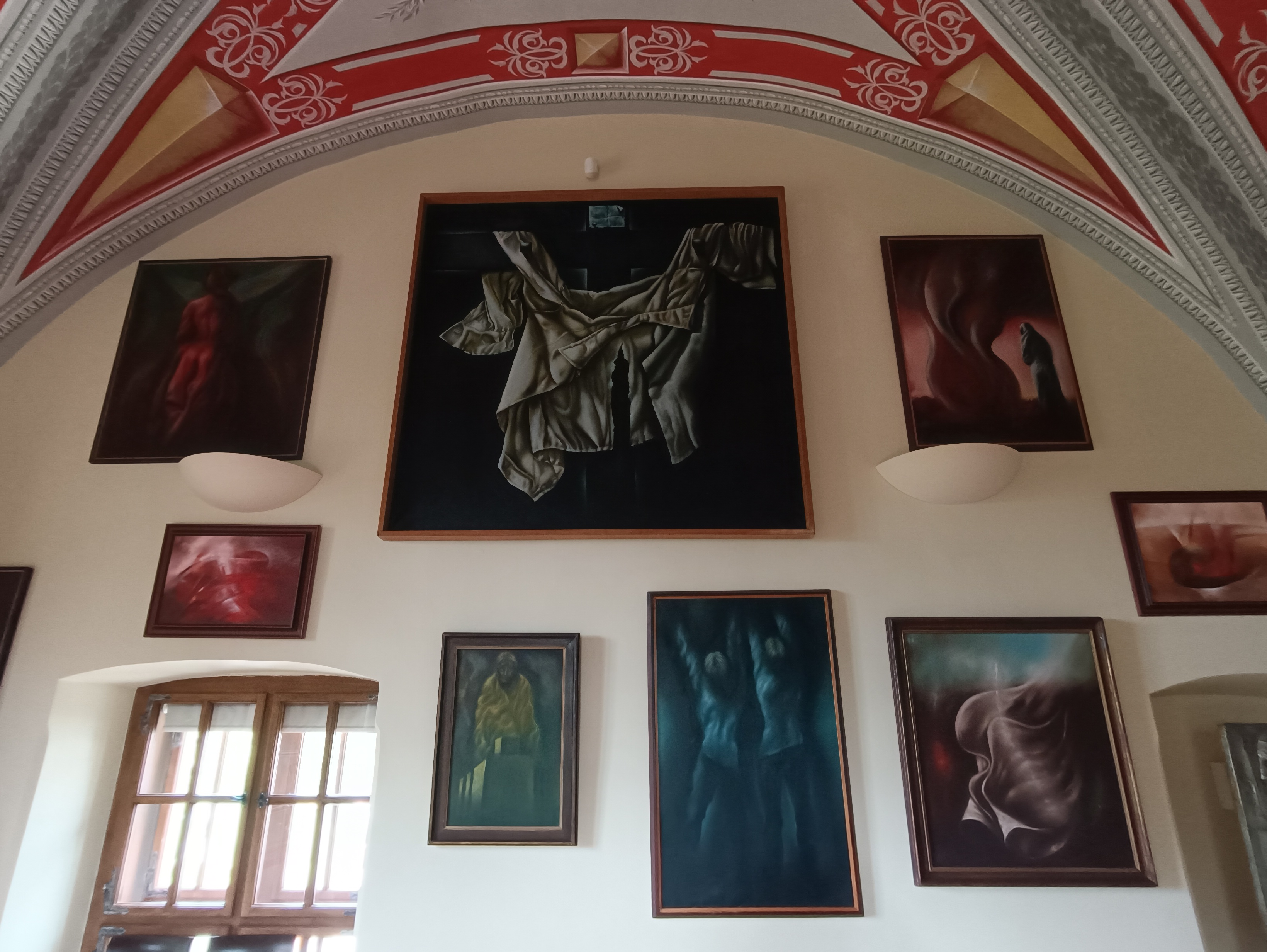
Galerie obrazů Oldřicha Eichlera na zámku.
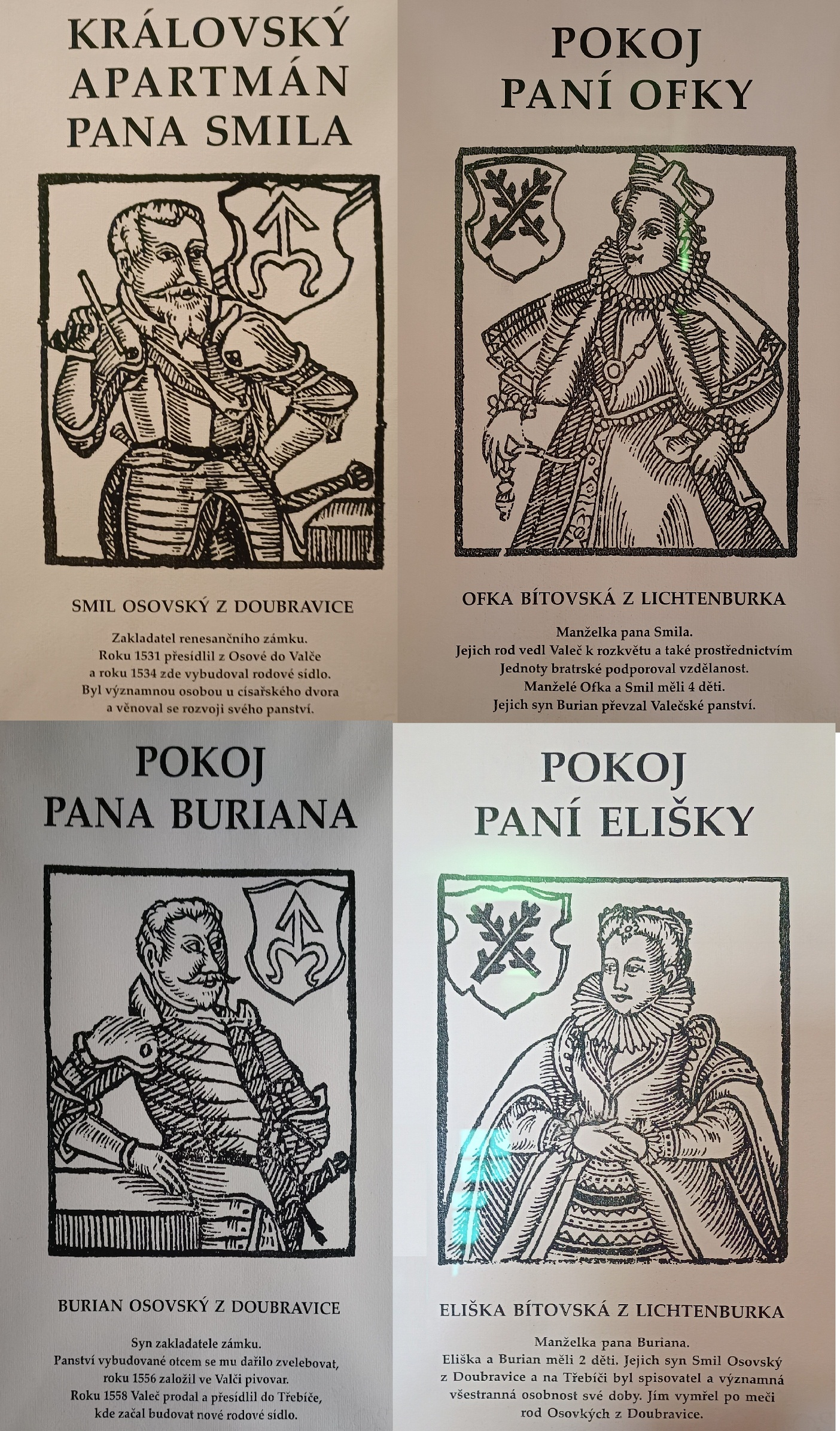
Na zámku jsou k pronájmu i čtyři historické apartmány.
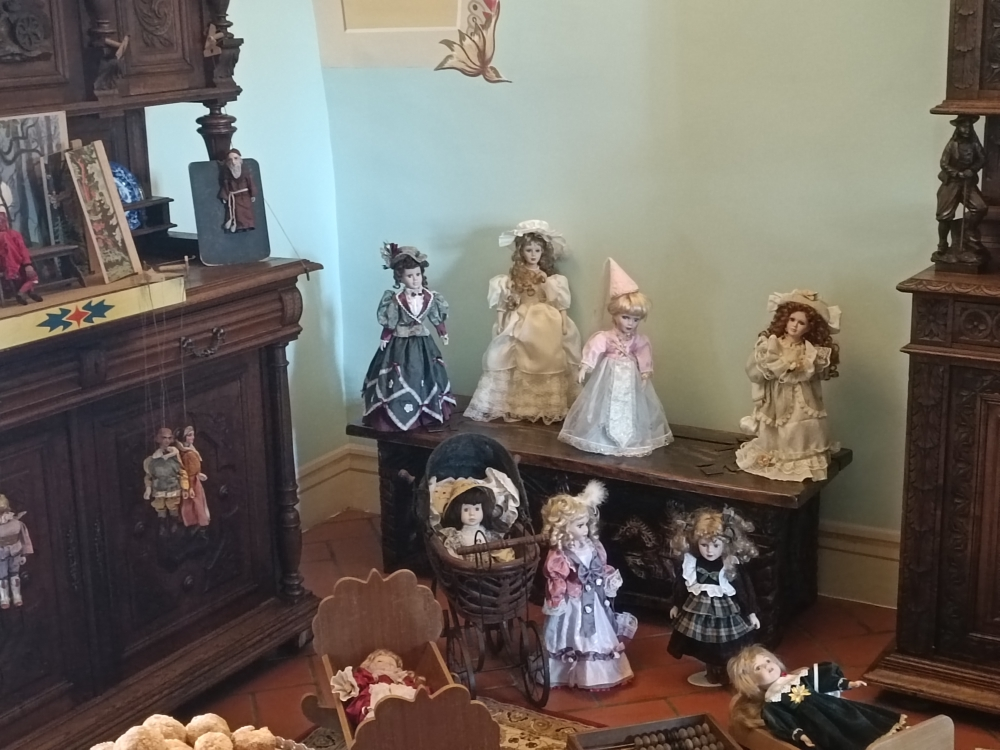
Sbírka panenek na zámku ve Valči.